# Lyric Theatre (New York 1903)
Il Lyric Theatre era un importante teatro di Broadway costruito nel 1903 a Manhattan, New York, nella 42ª Strada del Theatre District. Era una delle poche sedi di New York con due ingressi ufficiali, al 213 West 42ª Strada e 214-26 West 43ª Strada. Nel 1934 fu trasformato in un cinema che rimase fino alla chiusura nel 1992. Nel 1996 il suo interno fu demolito e lo spazio fu combinato con quello dell'ex Apollo Theatre per creare il Ford Center, che da allora ha preso il nome di Lyric Theatre. Entrambe le facciate della 42ª e della 43ª strada del Lyric originale sono state conservate e oggi formano gli ingressi anteriori e posteriori del moderno Lyric Theatre.

## Storia
Il teatro era stato in origine costruito dall'imprenditore Eugene C. Potter come sede per l'American School of Opera del compositore Reginald De Koven. La scuola però fallì prima che la costruzione fosse terminata e Potter affittò il teatro e i suoi uffici ai fratelli Shubert. Fu progettato dall'architetto Victor Hugo Koehler e inaugurato il 12 ottobre 1903, con la produzione di Richard Mansfield di Old Heidelberg.
Il Lyric aveva originariamente circa 1.350 posti a sedere e due gallerie. Aveva diciotto palchi, nove su ciascun lato dell'auditorium. Questi erano considerati troppi per un teatro commerciale delle sue dimensioni e sei, la fila superiore di ciascun lato, furono rimossi subito dopo l'apertura del teatro.
I busti che si vedono al 2º piano della facciata sono di W. S. Gilbert, Arthur Sullivan e Reginald De Koven.

## Spettacoli importanti

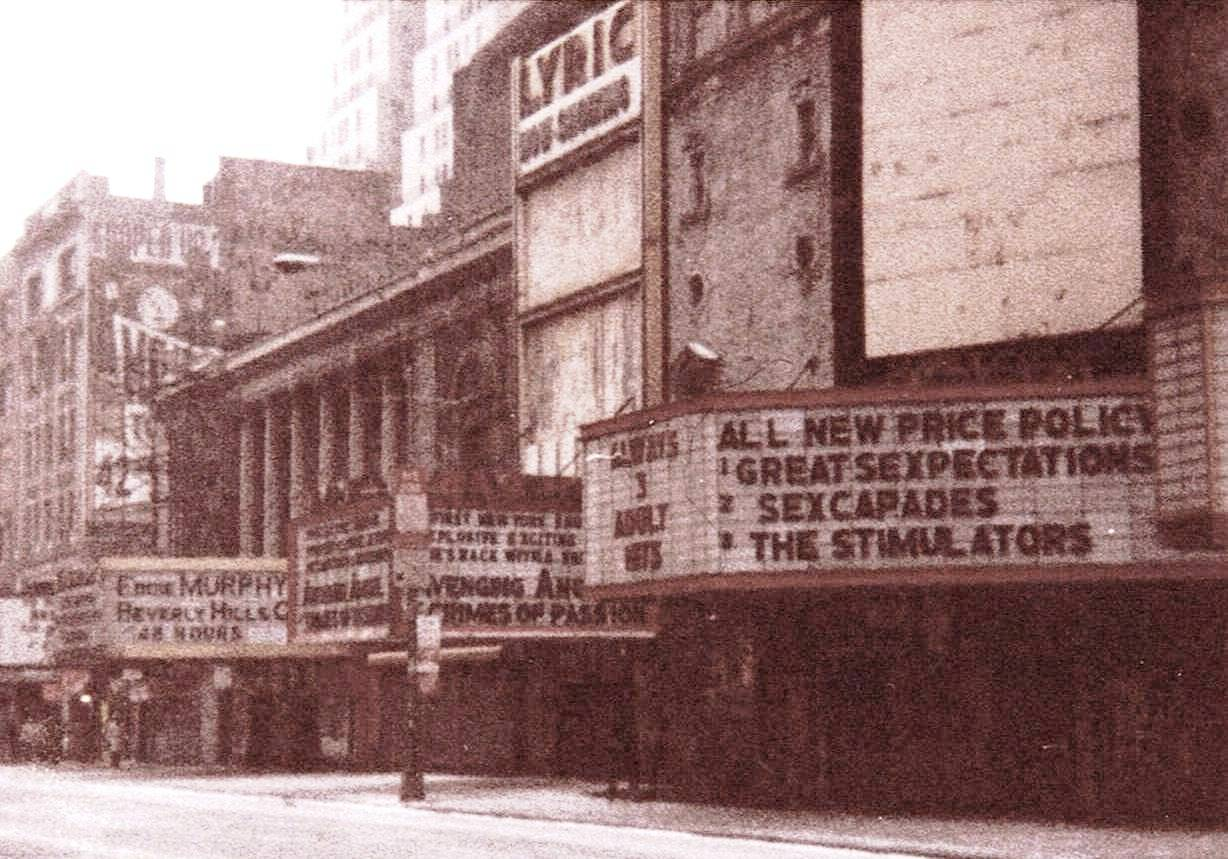
Il Lyric come cinema nel 1985

Il Lyric Theatre ha ospitato molti spettacoli degni di nota nei primi decenni del XX secolo. Molte opere di William Shakespeare furono prodotte, a volte più volte, la più popolare fu Il mercante di Venezia, che fu prodotto per la prima volta nel 1904 e ripreso tre volte nel 1907. Sia Amleto che Otello furono prodotti tre volte tra il 1907 e il 1914. Altri classici shakespeariani comprendevano La bisbetica domata, La dodicesima notte, Romeo e Giulietta, Re Lear, Macbeth e Giulio Cesare.
Sarah Bernhardt apparve al Lyric nel 1906. Nel 1918 fu prodotta la popolare operetta Maytime di Sigmund Romberg. Nel 1925 i Fratelli Marx apparvero in uno dei loro primi spettacoli di Broadway, The Cocoanuts, che nel 1929 fu adattato in un primo film sonoro, il primo lungometraggio dei fratelli.
Florenz Ziegfeld ha prodotto almeno tre spettacoli lì, tra cui Rio Rita nel 1927 e I tre moschettieri nel 1928.
Il musical Fifty Million Frenchmen di Cole Porter fu inaugurato nel 1929.